# Niebrzydowo Wielkie
Niebrzydowo Wielkie (niem. Groß Hermenau) – wieś w Polsce, w województwie warmińsko-mazurskim, w powiecie ostródzkim, w gminie Morąg. W 1973 r. miejscowość należała do powiatu morąskiego, gmina i poczta Morąg. W latach 1975–1998 miejscowość należała administracyjnie do województwa olsztyńskiego. Miejscowość leży w historycznym regionie Prus Górnych.
W pobliżu wsi znajdują jeziora Narie, Kwisąg i Moltąg, oraz wiele mniejszych zbiorników.
Pierwotna nazwa miejscowości to Hermenaw.
| SIMC    | Nazwa            | Rodzaj    |
| ------- | ---------------- | --------- |
| 0482690 | Niebrzydowo Małe | część wsi |

## Historia
Miejscowość wzmiankowana w dokumentach z lat 1402 i 1408 jako wieś czynszowa na 45 włókach. W 1782 r. w Niebrzydowie Wielkim odnotowano 37 domów (dymów), natomiast w 1858 r. w 59 gospodarstwach domowych mieszkały 463 osoby. W latach 1937–1939 w miejscowości mieszkały 432 osoby.
W 1933 r. w miejscowości mieszkały 463 osoby, a w 1939 r. – 432 osoby.
Po zakończeniu II wojny światowej używano dla miejscowości nazwy Garbno.
12 listopada 1946 r. nadano miejscowości polską nazwę Niebrzydowo Wielkie, określając II przypadek jako „Niebrzydowa”; w późniejszym czasie zmieniono go na „Niebrzydowa Wielkiego”.
We wsi był przystanek kolejowy Niebrzydowo Wielkie.